# Aichi E12A
Aichi E12A (яп. 型 型 12 - 施 实验 二水 侦察机 爱 知)) — опытный поплавковый гидросамолёт разведчик разработанный по заказу Императорского флота Японии компанией Aichi Kokuki KK Морисиги Мори и Ясунори Озава под руководством Юсихиро Матцуо в 1938 году в качестве замены устаревающего Kawanishi E7K. Самолёт представлял собой одномоторный, цельнометаллический моноплан с нижнерасположенным крылом. С шасси выполнено по двухпоплавковой схеме.

## Характеристики
Источник данных: http://www.airwar.ru/enc/sww2/e12a.html

Технические характеристики
- Экипаж: 2
- Длина: 10.45 м
- Размах крыла: 13.00 м
- Высота: 3.45 м
- Площадь крыла: 30.80 м
- Масса пустого: 2100 кг
- Нормальная взлётная масса: 2850 кг
- Силовая установка: 1 ×  Mitsubishi Zuisei

Лётные характеристики
- Максимальная скорость: 362 км/ч
- Крейсерская скорость: 277
- Практическая дальность: 1065 км
- Практический потолок: 8150 м
- Скороподъёмность: 600 м/мин

Вооружение
- Бомбы: 1х250-кг бомба или 2х30-кг бомбы